# Ласточкино гнездо (Крым)
«Ла́сточкино гнездо́» (укр. Ластівчине гніздо, крымскотат. Qarılğaç yuvası, Къарылгъач ювасы) — псевдоготический замок, расположенный на отвесной 40-метровой скале мыса Ай-Тодор в посёлке Гаспра Ялтинского городского округа Крыма. Нынешний облик принял в 1912 году. Отстроен был для богатой дворянской династии[прояснить]. После революции 1917 г. в разные годы в нём размещались склады, рестораны, читальные залы. Сегодня – архитектурно-выставочный комплекс, включающий несколько ярусов смотровых площадок, постоянную экспозицию об истории замка и выставочные площади.  Ежегодно становится самой посещаемой достопримечательностью Крыма и неизменным местом проведения культурно-досуговых и патриотических мероприятий.
«Ласточкино гнездо» стало эмблемой Южного берега Крыма.

## Монастырь Святого Феодора Стратилата
Мысом Ай-Тодор заканчивается один из отрогов горы Могаби; он состоит из трёх скалистых выступов. На западной части мыса сохранились остатки римской крепости. Центральный отрог называется Монастырь-Бурун, на нём был расположен средневековый монастырь Ай-Тодор, который и дал название мысу. Топонимический смысл греческого препозита ай в сочетании с собственным личным христианским именем означает храм Святого Феодора Стратилата.
В «Путеводителе по Крыму» М. Сосногоровой, изданном в Одессе в 1880 году, отмечено, что на вершине мыса Ай-Тодор «существуют развалины небольшого строения, которые явно принадлежат греческой церкви, где заметны ещё места для алтаря и для престола и сохранилось много фигурных кирпичей с клеймами».
В 1835 году на мысе Ай-Тодор, отчасти на месте греческой постройки, был возведен маяк. Инициировал строительство командующий Черноморским Флотом адмирал М. П. Лазарев.

## «Колония пиэтистов»
С 1827 по 1865 год первой владелицей земель на мысе Ай-Тодор была баронесса София-Юлия (Анна) Алексеевна де Беркгейм (1782—1865). Её матерью была баронесса Варвара фон Крюденер, известная проповедница мистического христианства, оказавшая влияние на императора Александра. Баронесса Беркгейм прибыла в Крым в 1824 году вместе с матерью и своими близкими подругами: княгиней Анной Голицыной, владелицей обширного имения в Кореизе, и графиней де ля Мотт.
Причиной отъезда этого союза единомышленниц из столицы послужило то, что графиня де ля Мотт, жившая в России под именем графини де Гаше, в 1824 году была выслана императором в Крым, где она жила до своей смерти в 1826 году.
С 1824 года баронесса Беркгейм и княгиня Голицына жили вместе,  в Петербурге и затем — в Крыму, так как имели замысел создать на крымской земле в своих имениях «колонию пиетистов». Пиетизм в это время был широко распространён в придворных кругах. С этой целью баронесса Беркгейм приобрела шесть участков земли в Гаспре на мысу Ай-Тодор, на них были заложены виноградники. А. С. Голицына умерла в 1838 году, оставив завещание на всё своё имущество баронессе Беркгейм, которая продолжала жить в имении до конца своей жизни в кругу других последователей В. Ю. Крюденер. Замысел создания колонии пиэтистов так и остался неосуществлённым.
После смерти баронессы Анны Алексеевны де Беркгейм, наступившей 14 мая 1865 года, суд, согласно завещанию А. Голицыной, постановил передать имение Марии Ивановне, Николаю Ивановичу и Александру Ивановичу Гончаровым. Из-за длительной неуплаты налогов и других затрат Гончаровы начали распродавать имение.

## Дача баронессы фон Штейнгель
В мае 1888 года врач, доктор медицины, Адальберт Карлович Тобин, участник Крымской войны, Балаклавского сражения, купил у А. И. Гончарова эти участки. К этому времени у А. К. Тобина в Ялте уже в 1873 году был построен дом, врач имел в городе врачебную практику, с 1876 по 1882 год служил также врачом в больнице при императорской резиденции «Ливадия». В 1889 году Адальберт Тобин построил "на Аврориной скале с западной стороны дом с белой балюстрадой на крыше под названием «Белая ласточка», в «Практическом путеводителе по Крыму» Анны Москвич 1889 года, названный ласточкино гнездо — «…на совершенно отвесной почти скале и с балкона вы видите внизу море…», а между маяком и средним утесом были «разбросаны дачные домики того же землевладельца». Дачи были выстроены в открытом поле, где не было ни тени, ни зелени, ни пресной воды, но их охотно снимали люди, «жаждущие восстановить за дешёвую цену свое здоровье и подышать свежим воздухом».
Жена Тобина, Елизавета Александровна, урождённая фон Штейнгель, также приобретшая участки, на Аврориной скале на высоте 38 метров построила каменный дом над обрывом, названный виллой «Генералифе». Путеводитель по Крыму, изданный в 1894 году, уже рассказывает о том, что «на последнем утёсе, у края обрыва, стоит оригинальный дом г. Тобина, в виде замка с башнею». Здание можно увидеть на полотнах известных художников-маринистов: Л. Ф. Лагорио, А. П. Боголюбова, а также на фотографиях того времени. Это здание в 1904 году фотографировал работавший тогда с апреля по сентябрь в Крыму С. М. Прокудин-Горский.
Семья развивала замысел создать новый курорт на мысе Ай-Тодор, и имела два дома: один из них принадлежал мужу, а другой — жене. Но в 1891 году, после смерти мужа, Елизавета Александровна стала распродавать земли на мысе Ай-Тодор. 18 октября 1902 года участок с каменным домом, оштукатуренным и выкрашенным в красный цвет, был продан младшей сестре хозяйки, баронессе Софье Александровне фон Штейнгель. В 1908 году он описывается так: «На Ай-Тодоре существуют следующие дачи: „Генералифе“, замок любви, более известная под названием „Ласточкино гнездо“. Комнаты в наём здесь не сдаются». После 1911 года сёстры фон Штейнгель остались жить в Крыму, вскоре к ним присоединился брат — Эммануил Александрович фон Штейнгель (1838—1915). Они поддерживали отношения со своим двоюродным братом Л. В. фон Штейнгелем и его сыновьями, Павлом и Борисом.
Большую часть земель купил Павел Григорьевич Шелапутин — действительный статский советник, потомственный дворянин и знаменитый меценат, на средства которого был создан эллинистический зал Музея изящных искусств на Волхонке. На мысе построили небольшой курорт «Жемчужина», он описан в путеводителе по Крыму 1908 года: «С восточной стороны маяка — имение П. Г. Шелапутина „Жемчужина“, занимающее свыше 13 дес. и имеющее 8 дач различной величины, в 11, 4. 3 и 1 комнаты, которые сдаются помесячно. … Комнаты сдаются с прислугой и самоварами, питьевая вода привозная. Среди дач одна расположена над обрывом между „Генералифе“ и маяком, и также известна под названием „Ласточкино гнездо“».

## Рахмановы и возведение нового здания
В 1911 году участки и дом купил московский миллионер Сергей Карпович Рахманов, старший брат философа и издателя Георгия Карповича Рахманова. Братья Сергей, Иван и Георгий Рахмановы принадлежали к одной из самых богатых семей в Москве. Они вошли в архитектурную историю Москвы строительством известных доходных домов, которые стали характерными ампирными приметами столицы. Рахмановы известны также своим уникальным собранием иконописи, над которым работал приглашённый ими Павел Муратов.
Именно при Сергее Карповиче Рахманове имение «Ласточкино гнездо» получило свой нынешний вид — романтический замок, напоминающий средневековые сооружения на берегах Рейна.
Проект нового дома в 1911 году был заказан опытному инженеру Николаю Сергеевичу Шервуду, сыну архитектора С. В. Шервуда, внуку архитектора Владимира Шервуда. В 1913 году на тесной площадке отрога Монастыр-Бурун был построен оригинальный готический замок. Задуманная архитектором ступенчатая композиция исходила из малых размеров участка. Здание 12-метровой высоты располагалось на фундаменте шириной 10 и длиной 20 метров. «Птичьим» объёмам отвечало внутреннее устройство: кабинет, гостиная, и две спальни последовательно располагались в двухэтажной башне, которая поднималась над скалой. Рядом со зданием был разбит сад. Дом продолжал называться «Ласточкино гнездо», также «Ласточкино гнездо Рахманова», иногда на видовых открытках того времени имение называется «Новым Ласточкиным гнездом». В газете «Крымский курортный листок» от 4 августа 1913 года сообщается об окончании работ: «Перешедшее во владение московских миллионеров Рахмановых „Ласточкино гнездо“ украсилось новым красивым в средневековом стиле замком, построенным алупкинским архитектором Н. С. Шервудом». Участок был записан на Агнию Павловну Рахманову (урождённую Свешникову.  В 1914  году, после смерти С. К. Рахманова, собственность на виллу перешла также и к его дочери, Марии Сергеевне Кюлевой. 
После 1917 года на вилле жила дочь С. К. Рахманова Мария Сергеевна Кюлева с мужем, молодым учёным Владимиром Артёмовичем Кюлевым, братом художника Ивана Кюлева, также выехавшего в эмиграцию. В июне 1918 года они принимали в «Ласточкином гнезде» художников С. Ю. Судейкина и его жену Веру Судейкину. Владимир Артёмович и Мария Сергеевна Кюлевы эмигрировали из Ялты во Францию в ноябре 1920 года, незадолго до окончательного установления Советской власти
Сохранилось описание дома, сделанное в 1920 году: «Каменное здание с плоской крышей, одноэтажное, с круглой башней, возвышающейся над самим обрывом, в восточно-южном углу этого дома-замка..В доме всего четыре комнаты и в башне передняя. Напротив прилепилась к скале каменная кухня без окон, со стеклянной крышей… Несколько старых можжевельников, дико растущих на западной границе имения, составляет всю растительность этой скалы… Водопровод проведён от источника Михайловский, находящийся над Алупкой верстах в девяти от имения... Отопление в доме — каминное, в кухне железною плитою. Освещение керосиновыми лампами…».

## После 1920 года
В годы Гражданской войны «Ласточкино гнездо» было заброшено. В конце 1920 года после установления на полуострове Советской власти все бывшие частные владения были переданы в ведение Главного управления совхозами Крыма. Во времена НЭПа в замке открылся ресторан.
В сентябре 1927 года «Ласточкино гнездо» пострадало во время сильного землетрясения силой 6—7 баллов по шкале Меркалли, произошедшего в Крыму. Глубокая косая трещина прошла от верхней площадки к середине, так что замок мог в любой момент обрушиться. Часть опорной скалы вместе с садом обрушилась в море, и обзорная площадка угрожающе нависла над пропастью. Само здание почти не пострадало, если не считать сорванных шпилей (которых здание лишилось ещё во время прошлого землетрясения, в 1919 году) и оторванной части скалы под нижним балконом. Тем не менее здание было закрыто для посещений. Высказывались предложения даже разобрать его и построить на новом, безопасном месте.
В 1930-е годы здесь находился читальный зал местного Дома отдыха «Жемчужина», но вскоре сооружение признали аварийным и закрыли.
Только в 1967—1968 годах, через сорок лет после землетрясения, рабочие «Ялтаспецстроя» выполнили ремонт, не разбирая стен. Руководил реставрацией архитектор И. Г. Татиев, «КрымНИИПроект», который выполнил много построек в Ялте вместе с инженером В. Н. Тимофеевым. Восстановительные работы, которые начались в 1968 году, были направлены на укрепление фундамента, частичное видоизменение фасада и внутренних помещений. Автор проекта реставрации ялтинский конструктор В. Н. Тимофеев посадил крайний блок здания на консольную железобетонную плиту, заведённую под центральный объём. Таким образом была надёжно закреплена крайняя часть дома, которая осталась висеть над обрушенной скалой. Кроме монолитной плиты, всё сооружение обнесли антисейсмическими поясами. Увеличенная в высоту башня приобрела большую декоративность благодаря четырём шпилям. Здание становится узнаваемым символом Крыма.
После реконструкции, в 2002 году, «Ласточкино гнездо» вновь открылось для посещения. Вначале в нём располагался итальянский ресторан, а возле стен дворца работал большой рынок крымских сувениров.
В июле 2011 года памятник архитектуры и истории национального значения был передан в муниципальную собственность, став Крымским республиканским учреждением «Дворец-замок „Ласточкино гнездо“». Тогда же здесь открылась выставка «Волшебный мир Архипа Куинджи», на которой экспонировалась картина «Лунная ночь на Днепре». Художественные, археологические и краеведческие выставки меняются каждые 1,5—2 месяца.
В 2013 году в плите-фундаменте обнаружили трещины, и осенью посещение замка приостановили для проведения проектных работ по реконструкции и укреплению скалы.
После российской аннексии Крыма, 17 октября 2015 года Правительство РФ приняло постановление об отнесении Ласточкиного гнезда к объектам культурного наследия федерального значения.
Очередной этап реконструкции «Ласточкиного гнезда», стартовавший в начале лета 2017 года, завершился в ноябре 2020 года. За это время проведена реставрация цокольной части входной группы, стен первого этажа, верхних поясов башни, дверных проёмов, оконных перемычек  и каминной трубы. Обновлены уникальные исторические элементы декора на фасадах и флюгерах. Восстановлены террасные ограждения и установлена художественная подсветка дворца и скалы под ним.

## Изображения разных лет
- «Ласточкино гнездо», конец XIX — начало XX века.
- Строение на мысе Ай-Тодор в 1904 г. Цветное фото С. М. Прокудина-Горского
- «Ласточкино гнездо» в 1925 г. незадолго до землетрясения

## В кинематографе
- Десять негритят
- Академия пана Кляксы
- Забытая мелодия для флейты
- Путешествие пана Кляксы
- Синяя птица / The Blue Bird
- Мио, мой Мио
- Первый удар (в одном из эпизодов Джеки Чан снялся на фоне «Ласточкиного гнезда»)
- Зимнее танго, мини-сериал
- Ищу жену с ребёнком, мини-сериал
- Гамлет. XXI век
- Ласточкино гнездо (сериал). Россия, 2012 год

## В нумизматике, бонистике и филателии
28 мая 2008 года Национальный банк Украины ввёл в оборот золотую и серебряную монеты «Ласточкино гнездо» номиналом 50 и 10 гривен соответственно. Монеты вышли в серии «Памятки архитектуры Украины». Золотая монета отчеканена из золота 900-й пробы и имеет вес 15,55 г. Тираж — 4000 шт. Серебряная отчеканена из серебра 925-й пробы и имеет вес 31,1 г. Тираж — 5000 шт.
Монетный двор Польши в августе 2012 года по заказу Островов Кука выпустил монету «Ласточкино гнездо» из серебра в форме Крымского полуострова.
На аверсе монеты выгравированы: профиль Елизаветы II, название эмитента (Остров Ниуэ), номинал (1 доллар) и год выпуска (2012), а также рельефное изображение Медведь-горы (Аю-Даг) — природной достопримечательности Южного Берега Крыма. На реверсе запечатлён символ современного Крыма — «готический» замок «Ласточкино гнездо», который парит над волнами Чёрного моря, выполненными в бирюзово-синем цвете. Справа расположено название замка.
Монета отчеканена из серебра 925-й пробы, имеет вес 14,14 г, размеры 32,88 х 49,90 × 9,15 мм. Тираж — 3500 шт.
Центральный банк России в 2014 году выпустил памятную 10-рублёвую монету, посвящённую аннексии Крыма Российской Федерацией, на оборотной стороне которой в центре расположено рельефное изображение Ласточкиного гнезда на фоне очертания Крымского полуострова. Тираж монеты составил 10 млн штук
Изображение замка украшает памятную банкноту номиналом 100 рублей, посвященную аннексии полуострова Россией, выпущенную в обращение в декабре 2015 года.
В 2014 году ИТЦ «Марка» выпустил почтовую марку России с изображением замка «Ласточкино гнездо» номиналом в 15 рублей.
- Золотая монета «Ласточкино гнездо» номиналом 50 гривен. 2008 год
- Серебряная монета «Ласточкино гнездо» номиналом 10 гривен. 2008 год
- Памятная монета «Ласточкино гнездо» (аверс)
- Памятная монета «Ласточкино гнездо» (реверс)
- Оборотная сторона 10-рублёвой монеты ЦБ РФ, посвящённой вхождению Крыма в состав России
- «Ласточкино гнездо» на 100-рублёвой банкноте ЦБ РФ
- Почтовая марка СССР, 1938 год
- Почтовая марка СССР, 1938 год
- Почтовая марка СССР, 1949 год
- «Ласточкино гнездо» на почтовой марке из серии «Регионы России», художник Владимир Бельтюков

## Посещение
С 2015 года организационно объект управляется Государственном бюджетным учреждением Республики Крым «Дворец-замок «Ласточкино гнездо». Директор музея — Щур Юрий Анатольевич.
«Ласточкино гнездо» можно осмотреть не только снаружи, но и внутри здания, где располагается музейная экспозиция. Он работает c 10:00 до 19:00 в летнее время, с 10:00 до 16:00 в «не сезон». В праздничные и выходные дни проводятся экскурсии, которые необходимо заказывать заранее. Добраться до замка можно на общественном транспорте (автобусы № 132 и 102) из Ялты.

## Трагедия с живой достопримечательностью[значимость факта?]
23 февраля 2025 года на территории замка произошла трагедия. Один из посетителей замка, 24-летний житель Санкт-Петербурга, выбросил с обрыва смотровой площадки кошку Мусю, ставшую местной достопримечательностью.
"Эта кошка одна из старожилов. Она живет здесь с самого рождения. Ей больше 10 лет — это точно. Ей наверно уже лет 15 даже. Причем она безобидная, без агрессии",
 —
заявила сотрудница пресс-службы Ласточкиного гнезда Татьяна Левашова.
С задержанным начали работу сотрудники полиции, ему грозит до трёх лет лишения свободы. Но прежде мужчине предстоит пройти психолого-психиатрическую экспертизу.
25 февраля 2025 года кошка Муся была обнаружена живой в расщелине между скал неподалёку от замка. Спасти и поднять кошку удалось к 16:40. Со слов волонтёров, Муся не получила серьёзных травм.